# Martin Wagner (voetballer)
Martin Wagner (Offenburg, 24 februari 1968) is een Duits voormalig voetballer die speelde als middenvelder.

## Carrière
Wagner maakte zijn debuut in 1987 voor Offenburger FV maar ging in 1988 al voetballen voor 1. FC Nürnberg. In 1992 maakte hij de overstap naar 1. FC Kaiserslautern waar hij bleef spelen tot in 2000 en werd in die tijd eenmaal kampioen en won een keer de beker. Het straffe aan de landstitel was dat ze dat seizoen ervoor net gepromoveerde waren uit de tweede Bundesliga en dus het seizoen erop kampioen werden. Nadien speelde hij nog een seizoen voor VfL Wolfsburg.
Hij speelde zes interlands voor Duitsland waarmee hij deelnam aan het WK voetbal 1994 waar ze de kwartfinale behaalde.

## Erelijst
- 1. FC Kaiserslautern
  - Landskampioen: 1998
  - DFB-Pokal: 1996

1 Illgner ·
2 Strunz ·
3 Brehme ·
4 Kohler ·
5 Helmer ·
6 Buchwald ·
7 Möller ·
8 Häßler ·
9 Riedle ·
10 Matthäus  ·
11 Kuntz ·
12 Köpke ·
13 Völler ·
14 Berthold ·
15 Gaudino ·
16 Sammer ·
17 Wagner ·
18 Klinsmann ·
19 Kirsten ·
20 Effenberg ·
21 Basler ·
22 Kahn ·
Coach: Vogts